# 二ホウ化ニオブ
二ホウ化ニオブ(Niobium diboride)は、共有結合性の高い耐火セラミック材料で、六方晶系の結晶構造を持つ。

## 合成
二ホウ化ニオブは、構成元素であるニオブとホウ素の化学量論的反応により合成される。この反応により、材料の正確な化学量論的制御が可能となる。金属熱還元による酸化ニオブ(V)または酸化ニオブ(II)の二ホウ化ニオブへの還元も可能である。下記の反応では、高価ではない前駆体物質からの生成が可能である。
Nb2O5 + 2 B2O3 + 11 Mg → 2 NbB2 + 11 MgO
不要な酸化物生成物の酸浸出のために、反応物としてマグネシウムが用いられる。金属熱還元で全ての酸化ニオブを消費するために、しばしば化学量論的に過剰量のマグネシウムとホウ酸が必要となる。
Jhaらにより、ホウ素存在下での固相反応による酸化ニオブ(II)のホウ素熱還元によるナノロッド（40×800 nm2）の合成が提案されている。またRanらにより、溶融塩のホウ素熱反応により、酸化ニオブ(V)とホウ素からのナノ結晶（61 nm）の合成が提案されている。
二ホウ化ニオブのナノ結晶は、M:B比が1:4、アルゴン流下、700℃で30分間の水素化ホウ素ナトリウムによる酸化ニオブ(V)の還元で、合成に成功した。
Nb2O5 + 13/2 NaBH4 → 2 NbB2 + 4Na(g,l) + 5/2 NaBO2 + 13 H2(g)

## 性質と利用
二ホウ化ニオブは、融点が3050℃の超高温セラミックである。~6.97 g/cm3という比較的低密度と高温への耐性により、超音速飛行やロケット推進システム等の航空宇宙分野への応用が期待されている。
同形の二ホウ化タンタル、二ホウ化ジルコニウム、二ホウ化ハフニウム、二ホウ化タンタル等と同様に、熱伝導度や電気伝導度が比較的高い（電気抵抗率：25.7 μΩ・cm、熱膨張率：7.7×10-6℃-1）。
二ホウ化ニオブの部品は通常、熱間圧接や放電プラズマ焼結され、その後、機械加工で形が作られる。二ホウ化ニオブの焼結は、材料自体の共有結合性と、焼結中の高密度化の前に粒子の粗さを増大させる表面酸化物の存在により、阻害される。
炭化ホウ素や炭素等の付加物とともに無加圧焼結も可能である。付加物は表面酸化物と反応して焼結の推進力を増すが、熱間圧接と比べて機械的性質は弱まる。